# Dwight (Illinois)
Dit overzicht is mogelijk incompleet; u kunt helpen door het uit te breiden.
Dwight is een plaats (village) in de Amerikaanse staat Illinois, en valt bestuurlijk gezien onder Grundy County en Livingston County.

## Demografie
Bij de volkstelling in 2000 werd het aantal inwoners vastgesteld op 4363. In 2006 is het aantal inwoners door het United States Census Bureau geschat op 4335, een daling van 28 (-0,6%).

## Geografie
Volgens het United States Census Bureau beslaat de plaats een oppervlakte van 6,7 km², geheel bestaande uit land. Dwight ligt op ongeveer 192 m boven zeeniveau.

## Plaatsen in de nabije omgeving
De onderstaande figuur toont nabijgelegen plaatsen in een straal van 16 km rond Dwight.